# Union Sportive Athlétique
L'Union Sportive Athlétique fou un club de futbol marroquí de la ciutat de Casablanca.
Va ser fundat l'any 1920 i desaparegué el 1956.

## Palmarès
- Lliga marroquina de futbol:[2]
  - 1927, 1929

- Copa marroquina de futbol:[3]
  - 1937

- Ligue du Chaouia:
  - 1941-42